# Цузмер, Ревекка Моисеевна
Ревекка Моисеевна Цу́змер (Рена Цузмер) (1918 — 2009) — советский и российский художник-керамист. Народный художник РФ (2002).

## Биография
Родилась 22 ноября 1918 года в Одессе. Её отец, Моисей Яковлевич Цузмер (1884—1947), выпускник физико-математического факультета Новороссийского университета, был профессором Одесского института народного образования, первым заведующим  еврейским отделом факультета социального воспитания этого института (1921—1922), вёл курс биологии и общего мироведения.
В 1922 году переехала с родителями в Москву, где отец был назначен профессором Московского педагогического института им. В. И. Ленина. В 1949 году окончила Московский институт прикладного и декоративного искусства (МИПИДИ), среди её преподавателей были Роберт Фальк (живопись) и В. А. Фаворский (композиция).
С 1953 года участвовала в выставках. Персональные выставки в Москве, Ленинграде, Ярославле, Костроме.
Произведения Р. М. Цузмер находятся в государственных и частных художественных музеях России и за рубежом.
Скончалась в Москве 6 августа 2009 года.
Внук — Пётр Юрьевич Малков, патролог.

## Награды и премии
- заслуженный художник РСФСР (1986)
- народный художник РФ (2002)
- Государственная премия РСФСР имени И. Е. Репина (1989) — за цикл декоративных работ памяти А. С. Пушкина
- действительный член РАХ (2007)
- Золотая Пушкинская медаль (1999, Фонд 200-летия А. С. Пушкина)
- Серебряная медаль РАХ (1996)
- Золотая медаль РАХ (2003) — за персональную выставку